# Notomys longicaudatus
Espèce
Statut de conservation UICN

 EX  : Éteint
Statut CITES
Notomys longicaudatus, le Notomys à longue queue, Souris sauteuse d'Australie à longue queue, kor-tung ou gooïa-a-wa, était une souris endémique d'Australie aujourd'hui éteinte.  Le dernier spécimen a été officiellement capturé par des aborigènes en 1901 ou 1902, mais des fragments d'os ont continué à être observés dans des Pelotes de réjection de rapaces nocturnes jusqu'en 1977.
Selon Gould, qui l'a décrite en 1844, cette espèce de souris sauteuse était très friande de raisins. Son affection pour les réserves des colons lui aura valu une chasse immodérée. Son extinction est vraisemblablement le résultat d'une combinaison de différents facteurs, dont l'introduction de prédateurs et la destruction des habitats au profit d'installations humaines.